# Rattus hoogerwerfi
Rattus hoogerwerfi es una especie de roedor de la familia Muridae.

## Distribución geográfica
Es endémica de las montañas de Sumatra. 